# Ozarba elaphina
Ozarba elaphina là một loài bướm đêm trong họ Noctuidae.